# Nikolai Rukavishnikov
Nikolai Nikolayevich Rukavishnikov (Russo: Николай Николаевич Рукавишников; (Tomsk, 18 de Setembro de 1932 — Moscou, 19 de Outubro de 2002) foi um cosmonauta soviético que participou de três missões do programa espacial soviético programa Soyuz, as Soyuz 10, Soyuz 16 e Soyuz 33. 
Duas dessas missões, a Soyuz 10 e a Soyuz 33, tinham o objetivo de se acoplar a estações espaciais Salyut, porém falharam no objetivo.
Rukavishnikov estudou no Instituto de Física e Engenharia de Moscou e após sua formatura trabalhou no escritório de design espacial de Sergei Korolev, chefe do programa espacial da ex-URSS, sendo selecionado para o treinamento de cosmonautas em 1967.
Depois de sua última missão em órbita na Soyuz 33, em abril de 1979, ele trabalhou em terra, deixando o programa espacial em 1987 e voltou a trabalhar na mesma agência em que começou profissionalmente, o Energia.
Nikolai morreu aos 70 anos de um ataque cardíaco, em 19 de Outubro de 2002.